# Gare de Rouïba (Moghrar)
Ne doit pas être confondu avec Gare de Rouïba.
La gare de Rouïba, est une ancienne halte ferroviaire algérienne située dans la commune de Moghrar, dans la wilaya de Naâma.

## Situation ferroviaire
Établie à une altitude de 926,800 m, la gare est située au point kilométrique (PK) 428,723 de la ligne de Oued Tlelat à Béchar, où elle est précédée de l'ancienne gare de Aïn El Hadjadi et suivie de l'ancienne gare de Dra Es Saâ.

## Histoire
La gare est mise en service en 1901 lors de l'ouverture de la section de Aïn Sefra à Duveyrier de l'ancienne ligne à voie étroite d'Oran à Kenadsa via Saïda. Précédée de l'ancienne gare de Aïn El Hadjadi et suivie de l'ancienne gare de Dra Es Saâ, elle était située au PK 526,800 de cette ligne,,.

## Service des voyageurs

### Dessertes
En 2023, cette halte n'est pas desservie par les trains de la Société nationale des transports ferroviaires.